# Muziekvereniging Voorwaarts Veendam
Muziekvereniging Voorwaarts Veendam is een Nederlandse muziekvereniging uit Veendam.
De vereniging werd opgericht op 21 september 1920 en bestond destijds alleen uit een fanfare. In de loop van de jaren veranderde de fanfare in een harmonieorkest en is de vereniging uitgebreid met een malletband en een majorette-/twirlgroep.
Tegenwoordig bestaat de vereniging uit een harmonieorkest en dweilorkest Wakker Worden!

## Organisatie
De vereniging bestaat uit een stichting voor het beheer van het verenigingspand (Stichting Gebouwbeheer Muziekvereniging Voorwaarts Veendam) en de vereniging Muziekvereniging Voorwaarts Veendam.
De vereniging is aangesloten bij de Koninklijke Nederlandse Muziek Organisatie (KNMO).